# Bühnenmeister

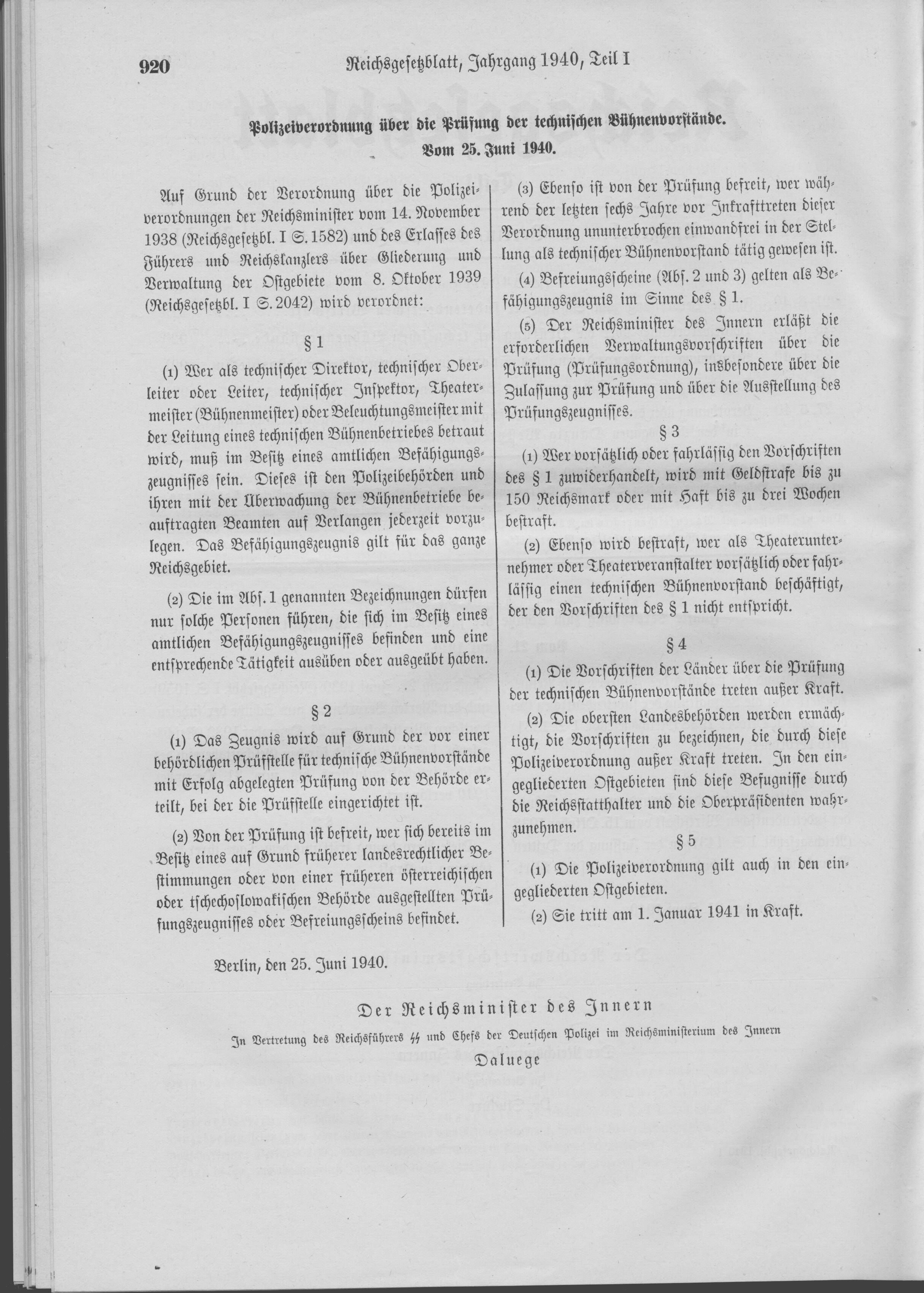
Polizeiverordnung über die Prüfung der technischen Bühnenvorstände vom 25. Juni 1940

Der Theatermeister, im umgänglichen Sprachgebrauch auch oft Bühnenmeister genannt, ist das Bindeglied zwischen der technischen Leitung und den Bühnenarbeitern eines Theaterbetriebs. Personen, die diese anspruchsvolle Tätigkeit ausüben, haben in der Regel einen technisch-handwerklichen Beruf erlernt. Bevorzugte Berufe sind Schreiner, Elektriker und Metallarbeiter. Der Bühnenmeister beginnt in der Regel seine Theaterlaufbahn als Bühnenarbeiter. Bei entsprechender Bewährung hat er die Möglichkeit, zum Seitenmeister oder Maschinisten zu avancieren. D. h., er ist zuständig für eine Seite – die linke oder die rechte – des Bühnenraumes. Der Maschinist für die Ober- und Untermaschinerie ist verantwortlich für die Bedienung und Überwachung der Bewegungen der Ober- oder Punktzüge sowie der beweglichen und automatisch gesteuerten Bühnenelemente. Diese Einteilung der Arbeitsbereiche ist vor allem für die jeweiligen Theateraufführungen notwendig. Der Seitenmeister organisiert den Ablauf der technischen Umbauten vor und während der Vorstellungen. Er bestimmt und überwacht die Arbeitsabläufe der ihm zugeteilten Bühnenarbeiter.
Um Bühnenmeister zu werden, sind eine mehrjährige Bühnenerfahrung und eine zusätzliche Ausbildung mit anschließender Prüfung notwendig. Bis Mitte der 1990er Jahre wurde diese Prüfung von verschiedenen Regierungspräsidien in einzelnen Bundesländern abgenommen. Heute gibt es ordentliche Ausbildungsberufe nach dem Berufsbildungsgesetz mit der Möglichkeit der anschließenden Meisterprüfung z. B. als Gepr. Meister / Gepr. Meisterin für Veranstaltungstechnik Fachrichtung Bühne/Studio oder Beleuchtung (Kurzform: Veranstaltungsmeister /-in) nach mehrjähriger Berufserfahrung. Auch verschiedene Studiengänge zur Theatertechnik sind möglich. Diese fundierte Ausbildung umfasst ein vertieftes Wissen in den Bereichen der Statik, Bühnenelektronik und Sicherheitstechnik.
Bühnenmeister werden zwischen dem Theater und Studiobereich unterschieden. Auch gibt es den Bühnenmeister für Lichtspieltheater.

## Verwandte Berufe
- Bühnenmeister Studio
- Beleuchtungsmeister Theater
- Beleuchtungsmeister Studio
- Meister für Veranstaltungstechnik Fachrichtung Bühne/Studio, Beleuchtung oder Halle
- Technischer Leiter
- Technischer Direktor
- Inspizient